# К̆
К̆ (minuskule к̆) je již běžně nepoužívané písmeno cyrilice, v minulosti bylo používáno v abcházštině. V poslední variantě abchazské azbuky mu odpovídá spřežka Кь.
Písmeno bylo zavedeno komisí pro překlady jako náhrada za do té doby používanou spřežku Кј. V době, kdy byla abcházština zapisována gruzínským písmem, písmenu К̆ odpovídala spřežka კჲ, v latinské abecedě N. J. Marra písmenu К̆ odpovídalo písmeno ⱪ. V abecedě N. F. Jakovleva písmenu К̆ odpovídala spřežka ⱪı. Od znovuzavedení zápisu abcházštiny cyrilicí je místo písmena К̆ používána spřežka Кь.